# Kali (raper)
Kali, właściwie Marcin Kamil Gutkowski (ur. 22 października 1981 w Krakowie) – polski raper i aktor. W latach 2000–2010 członek zespołu Firma. Od 2009 roku współtwórca kolektywu Ganja Mafia, a od 2011 roku prowadzący solową działalność artystyczną. Współpracował z takimi wykonawcami jak: Afu-Ra, Borixon, Gedz, Hemp Gru, Kacper HTA, Abradab, O.S.T.R., Paluch, Peja, Pezet, Popek, Sarius, Sobota, Sokół, Włodi, Żabson, Słoń  czy Major SPZ
Jego utwory w serwisie YouTube odtworzono ponad miliard razy, a na swoim prywatnym kanale zgromadził ponad dwa miliony subskrypcji (2022). Jest żonaty z modelką Sandrą Gutkowską z d. Jędruszek, ma córki Hannę oraz Krystynę.

## Życiorys
Działalność artystyczną rozpoczął w 1998 roku. Nawiązał wówczas współpracę z Kliczem z krakowskiego składu hip-hopowego Intoksynator. Po nagraniu zwrotki do utworu „Co Ty Na To”, na krótko dołączył do grupy INS. W tym czasie nawiązał współpracę z Tadkiem z grupy DMF (Dwóch Małoletnich Fachowców). Efektem tej współpracy była formacja pod nazwą Firma. Debiut Firmy to utwór „Za dużo” na składance DJ-a 600V.
W roku 2001 został skazany przez sąd na pół roku pozbawienia wolności. W tym samym roku do składu doszli Popek i Pomidor z Legnicy, a następnie Bosski Roman. W efekcie powstała nielegalna płyta „Pierwszy nielegal”, a zespół ruszył w trasę koncertową. W roku 2002 ukazał się pierwszy legalny album Firmy „Z dedykacją dla ulicy”, niestety tuż przed oficjalną premierą do więzienia trafił najpierw Pomidor, a parę dni później Kali, który został skazany ponownie, tym razem na karę dwóch lat pozbawienia wolności, w związku z popełnieniem przestępstwa przeciwko mieniu. Drugą karę odbył w Zakładzie Karnym w Tarnowie. W 2003 roku, na terenie tego więzienia, grupa Firma zrealizowała teledysk do utworu „Brat”. Podczas pobytu w więzieniu ukończył szkołę zawodową, uzyskując zawód ślusarza. W 2005 Kali, Tadek oraz Bosski wydali nielegal „Nielegalne Rytmy”, na którym większość utworów została nagrana w stylu jamajskich riddimów. Uśmiech w stronę dancehallu to wynik wieloletnich fascynacji muzyką reggae. Płyta została przyjęta pozytywnie. W roku 2006 Firma zaczęła współpracę z wytwórnią Prosto – wspólne nagrywki m.in. z Sokołem, członkiem grupy WWO, oraz udział w publikacjach takich, jak MIXTAPE PROSTO. Po 6 latach przerwy, w 2008 roku, Firma wydała kolejną uliczną płytę „Przeciwko Kurestwu i Upadkowi Zasad”. Płyta okazała się sukcesem. W 2009 roku pojawiła się kolejna publikacja z cyklu „nieLegalne Rytmy”, która jest ostatnim epizodem Kaliego w Firmie. W tym samym roku Marcin Gutkowski założył kolektyw Ganja Mafia.
W 2011 roku Gutkowski odszedł z zespołu Firma i rozpoczął pracę nad solowym projektem, podwójnym albumem „50/50”, który ukazał się 21 maja 2011 roku nakładem Ganja Mafia Label. Płytę promowały klipy do utworów „Abolicja” oraz „Pełnia”, które cieszą się niemałą popularnością w serwisie YouTube. Wraz z odejściem z zespołu Firma w 2010 roku przeprowadził się z Krakowa do Katowic. Na obu płytach znalazło się łącznie 50 utworów, po 25 na jedną płytę. W nagraniach wzięło udział 50 gości, między innymi: Peja, Paluch, Dixon37 czy Sobota. Twórcami muzyki na płytę byli różni producenci hip-hopowi, zaś w pracach nad całością albumu uczestniczył DJ Feel-X, który był autorem scratchy oraz operatorem vocodera. Debiutancki album uzyskał status złotej płyty, co było ogromnym sukcesem artysty.
26 maja 2012 roku do sprzedaży trafił drugi album solowy rapera zatytułowany Gdy zgaśnie Słońce. Materiał promowany teledyskami do piosenek „Tu gdzie żyjemy”, „Wybij się”, „Haj” i „Wspólny lot” uplasował się na 2. miejscu polskiej listy przebojów – OLiS. W grudniu, także 2012 roku płyta została wyróżniona złotem za sprzedaż 15 tys. kopii, a w styczniu 2015 platyną, która była pierwszą z wielu w karierze wykonawcy. W utworze „Żyje zamiast polec” znajdującym się na albumie, miały się znajdować zwroty skierowane do członków Firmy. Krakowianie odpowiedzieli dissem na Kaliego „Filar z Waty”. Na ten kawałek Kali zareagował 10-minutowym singlem „Sam tego chciałeś”, w którym rozliczył lata znajomości z członkami Firma. Ostatecznie wynik tego beefu został nierozstrzygnięty.
28 kwietnia 2013 roku ukazał się debiutancki klip do utworu „Pole Marysi” autorstwa Ganji Mafii, którego członkami prócz Kaliego zostali Kacper HTA, raperzy ze śląskiej ekipy Fonos: GMB, Ruby, Felipe oraz producenci: Gibbs, PSR i I’Scream. Piosenka promowała album „Wiesz co się kruszy”, który zadebiutował w internetowym sklepie Ganji Mafii 24 grudnia 2013 roku, a następnie w Empikach. Prócz „Pola Marysi” platynowy album, promowały utwory „Gdy ujrzałem drogę”, „Dobre Geesy” oraz „Prawdziwi palacze”. Ganja Mafia mimo ogromnego komercyjnego sukcesu, była krytykowana za kradzież beatów zza oceanu.
8 czerwca 2013 roku ukazał się album Kaliego oraz Palucha Milion dróg do śmierci. W ramach promocji do pochodzących z płyty piosenek „Milion dróg do śmierci”, „Syntetyczna Ganja Mafia” i „Hip-hop 4 ever” zostały zrealizowane wideoklipy. 19 lutego 2014 roku nagrania zostały wyróżnione złotą płytą za sprzedaż 15 tys. egzemplarzy. 10 października tego samego roku ukazał się album Kaliego oraz producenta muzycznego Gibbsa Sentymentalnie. Nagrania promowane teledyskami do utworów „Piękny ból”, „H.E.R.O.”, „Panta Rhei” i „Nigdy nie zapomnę” dotarły do 2. miejsca polskiej listy przebojów – OLiS. 11 marca 2015 roku wydawnictwo uzyskało w Polsce status platynowej płyty.
22 października 2015 roku ukazał się utwór „Mój Ziomek” promujący drugą część trylogii WCSK „Wiesz co się kręci”, a 15 grudnia piosenka „Band the Rolla”. Druga płyta Ganji Mafii uzyskała zaledwie status złotej płyty.
18 grudnia 2015 roku ukazała się powieść autorstwa Marcina Gutkowskiego „Krime Story”, która jest pierwszą częścią projektu „Krime Story”, na który miała składac się książka, album oraz film. 22 kwietnia 2016 roku odbyła się premiera albumu koncepcyjnego Kaliego Krime Story, który był drugą częścią projektu. Album promowały utwory „Krime Story Prolog”, „Mów mu Krime” i „Na dzielni”. 1 marca 2017 roku płyta uzyskała status platynowej.
7 kwietnia 2017 roku ukazała się kolejna płyta Kaliego – Chakra nagrana wraz z Pawbeats. Tematem przewodnim albumu miały być chakry, a samo jego wykonanie było dalekie od klasycznego rapu. Chakra była promowana czterema klipami „Korzenie”, „Zwierciadło”, „Muza”, oraz „Pacyfka”. Album uzyskał status złotej płyty. 25 lipca 2017 roku ukazał się singiel „Sól”, który pierwotnie miał być pierwszym utworem z nadchodzącej płyty Kaliego, jednakże z powodu zmiany koncepcji albumu nie ukazał się na nim.
27 kwietnia 2018 roku miała miejsce premiera albumu V8T, zrealizowanego we współpracy z producentem muzycznym Flvwlxss. W celu promocji płyty, zrealizowano teledyski do utworów „30 km/h”, „KGM”, „Opary” oraz „Piraci”. Dotarł na 1. miejsce polskiej listy przebojów – OLiS, zdobywając status złotej, a 8 listopada platynowej płyty.
7 czerwca 2019 roku odbyła się premiera ósmego albumu rapera pod tytułem Chudy chłopak, wyprodukowana przez producenta muzycznego Magiera. Płyta stanowi podsumowanie i uczczenie 20 letniej działalności na scenie hip-hopowej Marcina. W ramach promocji ekipa labelu rapera oraz 9Liter Filmy zrealizowała teledyski do utworów „F.I.R.M.A.”, „Chudy chłopak”, „Mary Jane” (z Włodim), „Front” oraz „Poza światem” z udziałem O.S.T.R. W notowaniu polskiej listy przebojów OLiS, album zadebiutował na 1. miejscu, a po 24 dniach od premiery zdobył status złotej płyty. 30 października 2019 roku krążek pokrył się platyną.
Bez wcześniejszych zapowiedzi, 22 listopada 2019 roku, Kali opublikował na swoim Facebooku informację, że wyda kolejny album – po raz pierwszy w karierze dwa w ciągu jednego roku. Tego samego dnia, wypuścił singiel „Yakuza” na feacie z Majorem SPZ. Premiera krążka „Droga koguta”, wyprodukowanego przez Flvwlxss, została zapowiedziana na 20 grudnia. Płyta zadebiutowała na 3. miejscu polskiej listy przebojów OLiS. 22 stycznia 2020 roku album pokrył się złotem.
Marcin przygotował jeszcze jedną niespodziankę dla fanów: 4 grudnia tego samego roku ogłosił, że wypuści trzeci album pt. INFINITY81 we współpracy z tym samym producentem. EP-ka zawiera 11 utworów, a premiera dla pre-orderowiczów „Drogi koguta” miała miejsce 31 grudnia, a na platformach cyfrowych odbyła się 10 stycznia 2020 roku.

## Publikacje
- Marcin Gutkowski, Krime Story, Ganja Mafia Label, 2015, ISBN 978-83-64745-19-5.

## Dyskografia
Albumy solowe
| Rok  | Album                                                                                               | Pozycja na liście | Sprzedaż       | Certyfikat              |
| Rok  | Album                                                                                               | POL               | Sprzedaż       | Certyfikat              |
| ---- | --------------------------------------------------------------------------------------------------- | ----------------- | -------------- | ----------------------- |
| 2011 | 50/50 - Data: 21 maja 2011 - Wydawca: Ganja Mafia Label - Format: CD, digital download              | 14                | - POL: 7 500+  | - ZPAV: złota płyta     |
| 2012 | Gdy zgaśnie Słońce - Data: 26 maja 2012 - Wydawca: Ganja Mafia Label - Format: CD, digital download | 2                 | - POL: 60 000+ | - ZPAV: platynowa płyta |
| 2016 | Krime Story - Data: 22 kwietnia 2016 - Wydawca: Ganja Mafia Label - Format: CD, digital download    | 1                 | - POL: 90 000+ | - ZPAV: platynowa płyta |
| 2022 | K4LION - Data: 21 października 2022 - Wydawca: Ganja Mafia Label - Format: CD, digital download     | 2                 | 30 000         |                         |

Albumy we współpracy
| Rok  | Album | Pozycja na liście | Sprzedaż        | Certyfikat              |
| Rok  | Album | POL               | Sprzedaż        | Certyfikat              |
| ---- | --- | ----------------- | --------------- | ----------------------- |
| 2013 | Milion dróg do śmierci (oraz Paluch) - Data: 8 czerwca 2013 - Wydawca: Ganja Mafia Label, B.O.R. Records - Format: CD, digital download | 3                 | - POL: 15 000+  | - ZPAV: złota płyta     |
| 2014 | Sentymentalnie (oraz Gibbs) - Data: 10 października 2014 - Wydawca: Ganja Mafia Label - Format: CD, digital download                    | 2                 | - POL: 90 000+  | - ZPAV: platynowa płyta |
| 2017 | Chakra (oraz Pawbeats) - Data: 31 marca 2017 - Wydawca: Ganja Mafia Label - Format: CD, digital download                                | 2                 | - POL: 15 000+  | - ZPAV: złota płyta     |
| 2018 | V8T (oraz Flvwlxss) - Data: 27 kwietnia 2018 - Wydawca: Ganja Mafia Label - Format: CD, digital download                                | 1                 | - POL: 120 000+ | - ZPAV: platynowa płyta |
| 2019 | Chudy chłopak (oraz Magiera) - Data: 7 czerwca 2019 - Wydawca: Ganja Mafia Label - Format: CD, digital download, płyta analogowa        | 1                 | - POL: 30 000+  | - ZPAV: platynowa płyta |
| 2019 | Droga koguta (oraz Flvwlxss) - Data: 20 grudnia 2019 - Wydawca: Ganja Mafia Label - Format: CD, digital download, płyta analogowa       | 3                 | - POL: 15 000+  | - ZPAV: złota płyta     |
| 2019 | Infinity 81 (oraz Flvwlxss) - Data: 31 grudnia 2019 - Wydawca: Ganja Mafia Label - Format: CD, digital download                         | –                 | - POL: 5000     |                         |
| 2020 | HUCPA (oraz Major SPZ) - Data: 11 grudnia 2020 - Wydawca: Ganja Mafia Label - Format: CD, digital download                              | 3                 | - POL: 15 000+  | - ZPAV: złota płyta     |
| 2024 | Zapiski z Landary (oraz Sir Michu) - Data: 6 maja 2024 - Wydawca: Ganja Mafia Label - Format: CD, digital download                      | 2                 |                 |                         |

Single i certyfikowane utwory
| Rok  | Tytuł                                                      | Certyfikat                 | Album                |
| ---- | ---------------------------------------------------------- | -------------------------- | -------------------- |
| 2016 | „Krime Story Prolog”                                       | - ZPAV: platynowa płyta    | Krime Story          |
| 2016 | „Na dzielni”                                               | - ZPAV: platynowa płyta    | Krime Story          |
| 2016 | „Latawica”                                                 | - ZPAV: złota płyta        | Krime Story          |
| 2016 | „Mów mu Krime”                                             | - ZPAV: platynowa płyta    | Krime Story          |
| 2016 | „Lolita”                                                   | - ZPAV: złota płyta        | Krime Story          |
| 2017 | „Zwierciadło” (oraz Pawbeats)                              | - ZPAV: platynowa płyta    | Chakra               |
| 2017 | „Muza” (oraz Pawbeats)                                     | - ZPAV: złota płyta        | Chakra               |
| 2017 | „Pacyfka” (oraz Pawbeats)                                  | - ZPAV: złota płyta        | Chakra               |
| 2017 | „Sól”                                                      | - ZPAV: platynowa płyta    | singel niealbumowy   |
| 2018 | „30 km/h”                                                  | - ZPAV: 4× platynowa płyta | V8T                  |
| 2018 | „KGM”                                                      | - ZPAV: złota płyta        | V8T                  |
| 2018 | „Opary” (gośc. Paluch)                                     | - ZPAV: 3× platynowa płyta | V8T                  |
| 2018 | „Piraci”                                                   | - ZPAV: platynowa płyta    | V8T                  |
| 2019 | „F.I.R.M.A” (oraz Magiera)                                 | - ZPAV: złota płyta        | Chudy chłopak        |
| 2019 | „Mary Jane” (oraz Magiera; gośc. Włodi)                    | - ZPAV: złota płyta        | Chudy chłopak        |
| 2019 | „Hamlet” (oraz Magiera)                                    | - ZPAV: platynowa płyta    | Chudy chłopak        |
| 2019 | „Blok D” (oraz Magiera)                                    | - ZPAV: platynowa płyta    | Chudy chłopak        |
| 2019 | „Lost Tape” (oraz Magiera)                                 | - ZPAV: złota płyta        | Chudy chłopak        |
| 2019 | „Front” (oraz Magiera)                                     | - ZPAV: platynowa płyta    | Chudy chłopak        |
| 2019 | „Poza światem” (oraz Magiera; gośc. O.S.T.R.)              | - ZPAV: złota płyta        | Chudy chłopak        |
| 2019 | „Chinatown” (gośc. Paluch, Żabson)                         | - ZPAV: złota płyta        | Droga koguta         |
| 2020 | „Tam gdzie wy” (oraz PlanBe, Klaudia Szafrańska, Sir Mich) | - ZPAV: platynowa płyta    | Pepsi Taste the Beat |
| 2020 | „Puk! Puk!” (oraz Major SPZ)                               | - ZPAV: złota płyta        | HUCPA                |
| 2020 | „Mona Lisa” (oraz Major SPZ)                               | - ZPAV: platynowa płyta    | HUCPA                |
| 2020 | „6 6 6” (oraz Major SPZ; gośc. Kabe, Żabson)               | - ZPAV: złota płyta        | HUCPA                |
| 2020 | „California” (oraz Major SPZ; gośc. PlanBe)                | - ZPAV: platynowa płyta    | HUCPA                |
| 2021 | „SI” (oraz Major SPZ)                                      | - ZPAV: platynowa płyta    | HUCPA                |
| 2022 | „Na blokach”                                               | - ZPAV: 2× platynowa płyta | K4LION               |
| 2022 | „Polando Favela”                                           | - ZPAV: platynowa płyta    | K4LION               |
| 2022 | „Atlantyda”                                                | - ZPAV: 3× platynowa płyta | K4LION               |
| 2022 | „Ziele”                                                    | - ZPAV: złota płyta        | K4LION               |
| 2022 | „Nic nie mów”                                              | - ZPAV: platynowa płyta    | K4LION               |
| 2022 | „Jeszcze nie czas”                                         | - ZPAV: złota płyta        | K4LION               |

Z gościnnym udziałem
| Rok  | Tytuł                                                                                 | Certyfikat              | Album                   |
| ---- | ------------------------------------------------------------------------------------- | ----------------------- | ----------------------- |
| 2015 | „Nie ma takiej chwili jak dziś” (PMM; gośc. Kali)                                     | - ZPAV: platynowa płyta | W stronę światła        |
| 2015 | „Najwyższa wartość” (Rest; gośc. Sowa, Kacper HTA, Kali, Jongmen, Michrus, Dawidzior) | - ZPAV: złota płyta     | Wiara, nadzieja, miłość |
| 2017 | „Tamte dni” (Daniel Moro; gośc. Kali)                                                 | - ZPAV: platynowa płyta | Punkt widzenia          |
| 2020 | „Wstawaj” (Major SPZ; gośc. Kali)                                                     | - ZPAV: platynowa płyta | Na swoim                |
| 2020 | „Powiedz na osiedlu 2020” (Płomień 81; gośc. Kali, Paluch)                            | - ZPAV: platynowa płyta | SZKOŁA 81               |

Inne
| Album                                      | Rok  | Utwór | Źródło  |
| ------------------------------------------ | ---- | --- | ------- |
| DJ 600V – Wkurwione bity                   | 2001 | „Za dużo” (gościnnie: Incydent, Tadek, Kali) | [ 75 ]  |
| KlanCD#26 (kompilacja)                     | 2002 | Firma – „Słowo Na Ulicy” | [ 76 ]  |
| Intoksynator – Wielkie hity                | 2002 | „Co wy wszyscy chcecie robić tu?” (gościnnie: Kali, Mercedresu)                                                                                     | [ 77 ]  |
| WWO – Witam was w rzeczywistości           | 2005 | „Nienawiść obróć w siłę” (gościnnie: Kali, Mercedresu, Pono, Bilon) „Chcesz być słynny” (gościnnie: Tadek, Bosski Roman, Kali, Mercedresu)          | [ 78 ]  |
| WWO – Witam was w rzeczywistości           | 2005 | „Nienawiść obróć w siłę” (gościnnie: Kali, Mercedresu, Pono, Bilon) „Chcesz być słynny” (gościnnie: Tadek, Bosski Roman, Kali, Mercedresu)          | [ 79 ]  |
| Prosto Mixtape Deszczu Strugi (kompilacja) | 2006 | WWO, Felipe, Mieron, Ko1Fu, Kali, Suja – „Jedziesz” Firma – „Kim Jestem w Twoich Oczach”                                                            | [ 80 ]  |
| Bosski Roman & Piero – Krak                | 2007 | „JP” (gościnnie: Kali) „Zważ” (gościnnie: Popek, Kali)                                                                                              | [ 81 ]  |
| Popek – Wyjęty spod prawa                  | 2007 | „Ćpuny” (gościnnie: Kali) | [ 82 ]  |
| Bosski Roman & Piero – Krak 2              | 2009 | „W poszukiwaniu sensu” (RMX) (gościnnie: Malik, Kali) „Normalni ludzie” (gościnnie: Kali) „Mamy moc” (gościnnie: Leetal, Firma: Kali, Popek, Tadek) | [ 83 ]  |
| Hemp Gru – Droga                           | 2009 | „Wyrok Ulicy” (gościnnie: Firma: Tadek, Bosski Roman, Kali, Popek oraz Kafar, Żary, Rest)                                                           | [ 84 ]  |
| Piero – Beatmaker Mixtape                  | 2010 | „Czysty umysł” (Remix) (gościnnie: Kali) „Przeciwko kurestwu i upadkowi zasad” (Remix) (gościnnie: Firma)                                           | [ 85 ]  |
| Bosski Roman – Krak 3                      | 2010 | „Nie do zatrzymania” (PZG RMX) Outro (gościnnie: Kali, Kala NON)                                                                                    | [ 86 ]  |
| DDK RPK – Słowo dla ludzi cz.1             | 2010 | „Od początku” (gościnnie: Kali) | [ 87 ]  |
| Slums Attack – Reedukacja                  | 2011 | „REHAB” (gościnnie: Kali) | [ 88 ]  |
| ZDR – Życia stara szkoła                   | 2011 | „Bez skrupułów” (gościnnie: Kali) | [ 89 ]  |
| Paluch – Syntetyczna mafia                 | 2011 | „Nic nie musisz” (gościnnie: Kali) | [ 90 ]  |
| Hemp Gru – Lojalność                       | 2011 | „Dwa spojrzenia” (gościnnie: Kali, Marta Zalewska)                                                                                                  | [ 91 ]  |
| Nie Dla Wszystkich – Nie dla wszystkich    | 2012 | „Czasem życie się sypie” (gościnnie: Dawidzior, Kali)                                                                                               | [ 92 ]  |
| Lukasyno, Kriso – Czas vendetty            | 2012 | „Nawet gdy zostaniesz sam” (gościnnie: Kali) | [ 93 ]  |
| Paluch – Niebo                             | 2012 | „Słyszałem o...” (gościnnie: Kali) | [ 94 ]  |
| Kacper & Fuso – Ghetto Sound               | 2012 | „Kocham, nienawidzę” (gościnnie: Kali) „Posłuchaj mnie dziś tylko raz” (gościnnie: Kali, Angela Wynar)                                              | [ 95 ]  |
| Hipotonia WIWP – Honor twoją amunicją      | 2013 | „Szacunek” (gościnnie: Żary, Kali) | [ 96 ]  |
| Kacper – Gotowy na wszystko                | 2014 | „Obcy” (gościnnie: Kali, PMM) | [ 97 ]  |
| Lukasyno – Bard                            | 2014 | „Rynsztok” (gościnnie: Peja, Kali) | [ 98 ]  |
| Paluch & Chris Carson – Made in Heaven     | 2014 | „Mam skrzydła” (gościnnie: Kali) | [ 99 ]  |
| Tau – Remedium                             | 2014 | „Nawigator” (gościnnie: Kali) | [ 100 ] |
| Dawidzior – Nowe życie                     | 2014 | „Popatrz w głąb siebie” (gościnnie: Kali) | [ 101 ] |
| Rap najlepszej marki vol. 2 (kompilacja)   | 2016 | Popek, Kali, Rozbójnik Alibaba – „Braci się nie traci”                                                                                              | [ 102 ] |

## Teledyski
Solowe
| Tytuł                        | Rok  | Reżyseria        | Album              | Źródło  |
| ---------------------------- | ---- | ---------------- | ------------------ | ------- |
| „Abolicja” (gościnnie: Egon) | 2011 | R5 Films         | 50/50              | [ 103 ] |
| „Pełnia”                     | 2011 | R5 Films         | 50/50              | [ 104 ] |
| „Tu, gdzie żyjemy”           | 2012 | 4zero4           | Gdy zgaśnie Słońce | [ 105 ] |
| „Wybij się”                  | 2012 | 9Liter Filmy     | Gdy zgaśnie Słońce | [ 106 ] |
| „Haj”                        | 2012 | sensi&           | Gdy zgaśnie Słońce | [ 107 ] |
| „Wspólny lot”                | 2013 | sensi&           | Gdy zgaśnie Słońce | [ 108 ] |
| „Na dzielni”                 | 2016 | Marcin Gutkowski | Krime Story        | [ 109 ] |
| „Krime Story Prolog”         | 2016 | Marcin Gutkowski | Krime Story        | [ 36 ]  |
| „Mów Mu Krime”               | 2016 | Marcin Gutkowski | Krime Story        | [ 110 ] |
| „Na blokach”                 | 2022 | sensi&           | K4LION             | [ 111 ] |
| „Polando Favela”             | 2022 | sensi&           | K4LION             | [ 112 ] |
| „K4LION”                     | 2022 | sensi&           | K4LION             | [ 113 ] |
| „Nic nie mów”                | 2022 | sensi&           | K4LION             | [ 114 ] |

Współpraca
| Tytuł                                   | Rok  | Reżyseria                              | Album                  | Źródło  |
| --------------------------------------- | ---- | -------------------------------------- | ---------------------- | ------- |
| „Milion dróg do śmierci” (oraz Paluch)  | 2013 | Kali, sensi&                           | Milion dróg do śmierci | [ 115 ] |
| „Syntetyczna Ganja Mafia” (oraz Paluch) | 2013 | Kali, Paluch, Grzegorz Wieczorek       | Milion dróg do śmierci | [ 116 ] |
| „Hip-hop 4 ever” (oraz Paluch)          | 2013 | Sensi&                                 | Milion dróg do śmierci | [ 117 ] |
| „Piękny ból” (oraz Gibbs)               | 2014 | Sensi&                                 | Sentymentalnie         | [ 118 ] |
| „H.E.R.O.” (oraz Gibbs)                 | 2014 | Marcin „Kali” Gutkowski                | Sentymentalnie         | [ 119 ] |
| „Panta Rhei” (oraz Gibbs)               | 2014 | Paweł Poździk, Marcin „Kali” Gutkowski | Sentymentalnie         | [ 120 ] |
| „Nigdy Nie Zapomnę” (oraz Gibbs)        | 2015 | sensi&                                 | Sentymentalnie         | [ 121 ] |
| „Korzenie” (oraz Pawbeats)              | 2017 | Kali, sensi&                           | Chakra                 | [ 1 ]   |
| „Pacyfka” (oraz Pawbeats)               | 2017 | Kali, sensi&                           | Chakra                 | [ 122 ] |
| „Zwierciadło” (oraz Pawbeats)           | 2017 | Kali, sensi&                           | Chakra                 | [ 123 ] |
| „Muza” (oraz Pawbeats)                  | 2017 | Kali, sensi&                           | Chakra                 | [ 124 ] |
| „KGM” (oraz Flvwlxss)                   | 2018 | 9LITER FILMY                           | V8T                    | [ 125 ] |
| „Piraci” (oraz Flvwlxss)                | 2018 | 9LITER FILMY                           | V8T                    | [ 126 ] |
| „30 KMH” (oraz Flvwlxss)                | 2018 | 9LITER FILMY                           | V8T                    | [ 46 ]  |
| „Opary” (oraz Flvwlxss)                 | 2018 | 9LITER FILMY                           | V8T                    | [ 48 ]  |
| „Chudy Chłopak” (oraz Magiera)          | 2019 | 9LITER FILMY                           | Chudy Chłopak          | [ 127 ] |
| „Front” (oraz Magiera)                  | 2019 | sensi&                                 | Chudy Chłopak          | [ 128 ] |
| „F.I.R.M.A.” (oraz Magiera)             | 2019 | 9LITER FILMY                           | Chudy Chłopak          | [ 129 ] |
| „Mary Jane” (oraz Magiera)              | 2019 | 9LITER FILMY                           | Chudy Chłopak          | [ 130 ] |
| „Poza Światem” (oraz Magiera)           | 2019 | 9LITER FILMY                           | Chudy Chłopak          | [ 131 ] |
| „WUTANG” (oraz Flvwlxss)                | 2019 | 9LITER FILMY                           | Droga Koguta           | [ 132 ] |
| „Yakuza” (oraz Flvwlxss)                | 2019 | 9LITER FILMY                           | Droga Koguta           | [ 133 ] |
| „CHINATOWN” (oraz Flvwlxss)             | 2019 | 9LITER FILMY                           | Droga Koguta           | [ 134 ] |
| „Droga Koguta” (oraz Flvwlxss)          | 2019 | 9LITER FILMY                           | Droga Koguta           | [ 135 ] |
| „Puk! Puk!” (oraz Major SPZ)            | 2020 | 9LITER FILMY                           | HUCPA                  | [ 136 ] |
| „Mona Lisa” (oraz Major SPZ)            | 2020 | 9LITER FILMY                           | HUCPA                  | [ 137 ] |
| „HUCPA” (oraz Major SPZ)                | 2020 | 9LITER FILMY                           | HUCPA                  | [ 138 ] |
| „Fuck System” (oraz Major SPZ)          | 2020 | 9LITER FILMY                           | HUCPA                  | [ 139 ] |
| „California” (oraz Major SPZ)           | 2020 | 9LITER FILMY                           | HUCPA                  | [ 140 ] |
| „Si” (oraz Major SPZ)                   | 2021 |                                        | HUCPA                  | [ 141 ] |

Gościnnie
| Tytuł                                                                                   | Rok  | Reżyseria      | Album                   | Źródło  |
| --------------------------------------------------------------------------------------- | ---- | -------------- | ----------------------- | ------- |
| Nie dla wszystkich – „Czasem życie się sypie” (gościnnie: Kali, Dawidzior HTA)          | 2011 | 9liter Filmy   | Nie dla wszystkich      | [ 142 ] |
| Hukos, Cira – „Nie potrzebuję tego gówna” (gościnnie: Kajman, Kali, Paluch)             | 2013 | Bass Media     | Głodni z natury         | [ 143 ] |
| Slums Attack – „Rehab” (gościnnie: Kali)                                                | 2014 | 9liter Filmy   | Reedukacja              | [ 144 ] |
| Paluch, Chris Carson – „Mam skrzydła” (gościnnie: Kali)                                 | 2014 | Michał Kwiatek | Made in Heaven          | [ 145 ] |
| Lukasyno – „Rynsztok” (gościnnie: Peja, Kali)                                           | 2014 | Ex Oriente Lux | B.A.R.D.                | [ 146 ] |
| Rest – „Najwyższa wartość” (gościnnie: Sowa, Kacper, Kali, Jongmen, Michrus, Dawidzior) | 2015 | 9Liter Filmy   | Wiara, nadzieja, miłość | [ 147 ] |
| Steel Banging – „Nigdy nie zamykaj oczu” (gościnnie: Kali, Hipotonia WIWP)              | 2015 | 9Liter Filmy   | Dwie strony świata      | [ 148 ] |
| Tau – „Nawigator” (gościnnie Kali)                                                      | 2015 | Tomsky         | Remedium                | [ 149 ] |
| Bezczel – „W matni” (gościnnie: Kali)                                                   | 2016 | H D S C V M    | Teraz albo nigdy        | [ 150 ] |
| Pawbeats – „Anioły x Demony” (gościnnie: Kali, Monika Kazyaka)                          | 2016 | AG Studio      | Pawbeats Orchestra      | [ 151 ] |

Inne
| Tytuł                                                                      | Rok  | Reżyseria | Album                                   | Źródło  |
| -------------------------------------------------------------------------- | ---- | --------- | --------------------------------------- | ------- |
| Kali, Juras, WARD, Pono, Jedker, Dragon Davy, Miodu – „Deszczu Strugi Mix” | 2008 | –         | Promo-mix Prosto Mixtape Deszczu Strugi | [ 152 ] |
| Popek, Kali, Rozbójnik Alibaba – „Braci się nie traci”                     | 2015 | Sensi&    | Step Records: rap najlepszej marki 2    | [ 153 ] |

## Nagrody i wyróżnienia
| Rok  | Tytułem                    | Kategoria  | Nagroda        | Nota      | Źródło  |
| ---- | -------------------------- | ---------- | -------------- | --------- | ------- |
| 2014 | Kali, Gibbs – „Piękny ból” | Grand Prix | Yach Film 2014 | Nominacja | [ 154 ] |
| 2014 | Kali, Gibbs – „H.E.R.O.”   | Cyber Yach | Yach Film 2014 | Laur      | [ 155 ] |